# Epidendrum clowesii
Epidendrum clowesii är en orkidéart som beskrevs av James Bateman och John Lindley. Epidendrum clowesii ingår i släktet Epidendrum och familjen orkidéer. Inga underarter finns listade i Catalogue of Life.